# Malióvanni
Malióvanni (del ruso: Малёванный) es un jútor del raión de Korenovsk del krai de Krasnodar, en Rusia. Está situado en la orilla izquierda del río Malióvana, afluente por la derecha del río Beisuzhok Izquierdo, de la cuenca del Beisug, 7 km al norte de Korenovsk y 60 km al nordeste de Krasnodar, la capital del krai. Tenía 130 habitantes en 2010.
Pertenece al municipio Korenóvskoye.

## Historia
En la época de la Guerra Civil rusa, por aquí pasó la ruta de marcha del Ejército de Voluntarios (Segunda Campaña del Kubán).
Durante la Gran Guerra Patria fue ocupado por la Wehrmacht de la Alemania Nazi hasta febrero de 1943, cuando lo liberaron las tropas del Ejército Rojo de la Unión Soviética.

## Transporte
La localidad se halla junto a la carretera federal M4 Moscú-Novorosisk.